# Андреас Гранквист
Андреас Гранквист (на шведски: Andreas Granqvist), роден на 16 април 1985 г., е бивш шведски футболист, защитник, национал, настоящ играч на руския Краснодар и националния отбор на Швеция.

## Клубна кариера
Гранквист започва кариерата си през 2004 г. в Хелсингборг, като помага на отбора да спечели Купата на Швеция, и за 2 години успява да се превърне в капитан. В началото на 2007 г. преминава в Уигън, първоначално под наем, а по-късно за постоянно. През лятото на 2008 г. преминава в холандския Грьонинген за сумата от £ 600 000 паунда. На 15 юни 2011 г. е продаден на италианския Дженоа за €2 милиона евро, като договорът на играча е за 4 години. На 16 август 2013 г. преминава в руския Краснодар.

## Национален отбор
Гранквист е част от състава на Швеция за Евро 2008, но остава на резервната скамейка и в трите мача на отбора.